# Indianización del sudeste asiático

Expansión del hinduismo en el sudeste asiático.

La indianización del sudeste asiático, se remonta al primer siglo, cuando la cultura india comenzó a abrirse camino en la región del Sudeste asiático, la expansión de la cultura india en estas áreas recibió el término indianización. El término fue acuñado por el arqueólogo francés George Coedes en su obra Histoire ancienne des états hindouisés d'Extrême-Orient. Lo definió como la expansión de una cultura organizada que estaba enmarcada en los orígenes indios de la realeza, el hinduismo y el budismo y el dialecto sánscrito. Un gran número de naciones estuvieron bajo la influencia de la Indoesfera y se convirtieron en una parte de la Gran India, la expansión cultural causó la sanscritización del sudeste asiático , el surgimiento del mundo indio, la propagación del hinduismo en el sudeste asiático y la transmisión de ruta de la Seda del budismo. Los nombres honoríficos indios fueron adoptados en los idiomas malayo, tailandés, filipino e indonesio. La diáspora india, tanto antigua (PIO) como actual (NRI), desempeña un papel clave continuo en la región en términos geopolíticos, estratégicos, de comercio, tradiciones culturales y aspectos económicos.

## Propagación de indianización
Hay muchas teorías diferentes sobre cómo se extendió la indianización a lo largo del continente asiático insular y continental. Estas diferentes teorías argumentan a favor de una casta diferente de indios como el principal propagador de la lengua y cultura india en el sudeste asiático.
Una combinación de las tres teorías puede explicar la indianización del sudeste asiático, en lugar de simplemente elegir una. Había una extensa red de comercio marítimo, que permitía a los comerciantes extraer oro y especias del sudeste asiático. Una vez que se establecieron estas redes de comercio, se allanó el camino para que nuevas clases de guerreros ejercieran la destreza militar en áreas selectas del sudeste asiático. Finalmente, estas extensas redes comerciales también permitieron la llegada de eruditos brahmanes, quienes impresionaron a muchas élites del sudeste asiático con sus conocimientos de leyes, artes y filosofía. Así, a través de los eruditos brahmanes, muchas de estas prácticas indias e hindúes se propagaron en todas las clases sociales del sudeste asiático.

### Teoría de los comerciantes vaisia
La primera de estas teorías se centra en la casta de los comerciantes  vaisia, y su papel para llevar las tradiciones indias al sudeste asiático a través del comercio. El sudeste asiático era rico en recursos que se deseaban en el subcontinente indio, siendo el oro el más importante. Durante el siglo IV, el subcontinente indio tenía una deficiencia de oro debido al extenso control de las rutas comerciales por tierra por parte del imperio Romano, y en este período es cuando se ve la primera evidencia del comercio indio en el sudeste asiático. Los comerciantes de Vaisia habían recurrido al comercio marítimo para adquirir oro, y dirigieron sus velas para el sudeste asiático. Sin embargo, la conclusión de que la indianización únicamente se difundió a través del comercio insuficiente, ya que la indianización impregnó a todas las clases de la sociedad del sudeste asiático, no únicamente a los comerciantes.

### Teoría de los guerreros kshatriya
Otra teoría afirma que la indianización se extendió a través de la clase de guerreros   kshatriya. Esta hipótesis hace un buen trabajo al explicar la formación del estado en el sudeste asiático, ya que estos guerreros llegaron con la intención de conquistar a los pueblos locales y establecer su propio poder político en la región. Sin embargo, esta teoría no ha atraído mucho interés por parte de los historiadores, ya que hay muy poca evidencia literaria que la respalde.

### Teoría de los brahmanes
La teoría más aceptada para la propagación de la indianización en el sudeste asiático es a través de la clase de eruditos brahmanes. Estos brahmanes utilizaron las rutas marítimas establecidas por los comerciantes vaisia y trajeron consigo muchas de las tradiciones religiosas y filosóficas hindúes para difundirlas en las clases de élite del sudeste asiático. Una vez que estas tradiciones se adoptaron en las clases altas, se difundió en todas las clases más bajas, lo que explica la indianización presente en todas las clases de la sociedad del sudeste asiático. Sin embargo, los brahmanes tuvieron influencia más allá de los campos de la religión y la filosofía, y pronto el sudeste asiático adoptó muchos códigos de derecho y arquitectura con influencia india.

## Literatura
Los escritos en sánscrito descubiertos durante los primeros siglos de la Era Común son las primeras formas de escritura conocidas que se han extendido hasta el sudeste asiático. Su impacto gradual finalmente resultó en su dominio generalizado como un medio de dialecto evidente en las regiones, desde Bangladés a Camboya, Malasia y Tailandia y, además, algunas de las islas más grandes de Indonesia. Los  alfabetos de los idiomas que se hablan en birmano, tailandés, laosiano y camboyano son variaciones que se forman a partir de ideales indios que han localizado el idioma.
La utilización del sánscrito ha prevalecido en todos los aspectos de la vida, incluidos los fines legales. La terminología sánscrita y la lengua vernácula aparecen en los tribunales antiguos para establecer procedimientos que han sido estructurados por modelos indios, como un sistema compuesto por un código de leyes. El concepto de legislación demostrado a través de los códigos de ley y las organizaciones, en particular la idea del «Dios Rey» fue abrazada por numerosos gobernantes del sudeste asiático.  Los gobernantes en esta ocasión, por ejemplo, la Dinastía Lin-I de Vietnam, vez tomaron el dialecto sánscrito y dedicaron santuarios a la divinidad india Shiva. Muchos gobernantes que siguieron incluso se vieron a sí mismos como «reencarnaciones o descendientes» de los dioses hindúes. Sin embargo, una vez que el budismo comenzó a entrar en las naciones, esta visión fue eventualmente alterada.

## Religión
Los efectos del hinduismo y el budismo aplicaron un tremendo impacto en las muchas civilizaciones que habitaban el sudeste asiático, lo que proporcionó una cierta estructura a la composición de las tradiciones escritas. Un factor esencial para la difusión y adaptación de estas religiones se originó a partir de los sistemas de comercio de los siglos III y IV. Para difundir el mensaje de estas religiones, monjes budistas y sacerdotes hindúes se unieron a clases mercantiles en la búsqueda de compartir sus valores y creencias religiosas y culturales. A lo largo del delta del Mekong, se pueden observar evidencias de modelos religiosos indianizados en comunidades etiquetadas como funan. Allí se pueden encontrar los primeros registros grabados en una roca en Vocanh. Los registros consisten en archivos budistas y una escritura del sur de la India escritas en sánscrito que datan de la mitad del siglo III. La religión india fue profundamente absorbida por las culturas locales que formaron sus propias variaciones distintivas de estas estructuras para reflejar sus propios ideales.

### Mandala
El Mandala es un símbolo religioso que representa el universo y también está involucrado en el sistema político del sudeste asiático. Se considera que el centro del Mandala contiene el poder, mientras que el poder se propaga hacia el exterior. Esto replica la forma en que el sistema político en el sudeste asiático tiene un poderoso centro de administración. El Mandala, al igual que un sistema político cambia de imperio a imperio con su relación con el rey y el imperio.

## Sistema de castas
El sistema de castas divide a los hindúes en grupos jerárquicos basados en su trabajo (  karma) y deber (dharma). El sistema de castas, definido por un libro autoritario sobre la ley hindú, escribió que el sistema es una base del orden y la regularidad de la sociedad. Una vez nacido en un grupo, uno no puede moverse en diferentes niveles. Las castas inferiores nunca pueden escalar más alto dentro del sistema de castas, lo que limita el progreso de las economías. El sistema divide a los hindúes en cuatro categorías: brahmanes, kshatriyas, vaisias y los shudrás. Los brahmanes son aquellos que enseñan y educan, como sacerdotes y maestros, los kshatriyas incluyen aquellos que mantienen la ley y el orden. Los vaisias están formados por hombres de negocios, como agricultores y comerciantes. Los shudrá contienen todos los trabajadores calificados y no calificados.
Los brahmanes de la cultura india difundieron su religión al sudeste asiático. Al viajar a estos países, pudieron informar a otros sobre sus creencias y provocar el comienzo de las culturas hindú y budista en el sudeste asiático. Estos brahmanes introdujeron el sistema de castas en todos los países; incluso, todavía más en Java, Bali, Madura y Sumatra. A diferencia de la India, el sistema de castas no era tan estricto. Como resultado de todos estos escritos diferentes, hay grandes especulaciones de que los brahmanes tienen un gran papel en su religión. Existen múltiples similitudes entre los dos sistemas de castas, de modo que ambos afirman que nadie es igual dentro de la sociedad y que cada uno tiene su propio lugar. También provocó la promoción de estados centrales altamente organizados. Aunque tienen algunas similitudes, los asiáticos del sudeste no usaron el sistema hindú en su totalidad y ajustaron, lo que usaron, a su contexto local. Los brahmanes todavía podían implementar su religión, ideas políticas, literatura, mitología y arte.

## Historiografía del sudeste asiático
La historia del sudeste asiático se escribió principalmente desde la perspectiva de las civilizaciones externas que influyeron en la región. La interpretación predominante causada principalmente por las diferencias ontológicas, fundamentalmente historias dicotómicas de Europa y el Asia precolonial, fue aparentemente que el despotismo, el oscurantismo, la igualdad servil de las sociedades asiáticas junto con la innovación que se convirtió en presa de la tiranía, habían convertido a la historia en cíclica, inmóvil y no lineal.
La creencia en la idea de que el sudeste asiático nunca había engendrado su propia civilización, y de que la incapacidad indígena o beneficio externo obtuvieron un apoyo adicional, fue la tremenda evidencia de la influencia religiosa y arquitectónica de la India en el sudeste asiático y estuvieron  fundamentalmente identificados como derivados y, por lo tanto, se percibía que la indianización se producía más debido a las iniciativas indias que a las iniciativas indígenas del sudeste asiático.

### Desarrollo del sistema de castas
Otra de las principales preocupaciones de la indianización fue la comprensión y el desarrollo de los sistemas de castas. El debate era a menudo si los sistemas de castas se veían o no como un proceso de élite o simplemente como el proceso de recoger la cultura india y llamarla propia en cada región. Esto había demostrado que los países del sudeste asiático eran civilizados y capaces de hacer florecer sus propios intereses. Por ejemplo, el sistema de castas de Camboya se basa en las personas de la sociedad. Sin embargo, en la India, el sistema de castas se basaba en la clase a la que pertenecían cuando nacieron. Basado en la evidencia del sistema de castas en el sudeste asiático, muestra que estaban aplicando la cultura india a la suya, también conocida  o vista como indianización.
Al igual que en los sistemas de castas, las culturas fueron una parte fundamental para determinar la legitimidad de la indianización. Muchos argumentan que únicamente la escritura podría fechar la cultura y probar la indianización. Las vidas de los gobernantes, la vida cotidiana de las personas, los rituales de los funerales, las bodas y las costumbres específicas fueron algunos de los factores que ayudaron a los antropólogos a datar la indianización de los países. Las religiones encontradas en la India y en los países del sudeste asiático fueron otra pieza de evidencia que llevó a comprender de dónde se adoptaron las culturas y las costumbres.

## Declive de la indianización

### Ascenso del Islam
El control islámico se hizo cargo también a mediados del siglo XIII para vencer a los reinos hinduistas. En el proceso del islamismo en los reinos del hinduismo  tradicional, el comercio se practicaba en gran medida y los indios ahora islámicos comenzaron a convertirse en comerciantes en todo el sudeste asiático. Por otra parte, a medida que el comercio se saturaba más en las regiones del sudeste asiático en las que la indianización persistía, las regiones se habían vuelto más musulmanas. Este llamado control islámico se ha extendido a muchos de los centros comerciales de las regiones del sudeste asiático, incluido uno de los centros más dominantes, Malaca, y por lo tanto ha enfatizado un aumento generalizado de la islamización.

## Distinción del colonialismo
El académico Amitav Acharya, argumenta que «la indianización es diferente del colonialismo tradicional» debido al hecho de que «no implica que extraños entren y se apoderen de una tierra desconocida». En cambio, la influencia india de las rutas comerciales y el uso del idioma se impregnaron lentamente en el sudeste asiático, convirtiendo las tradiciones en parte de la región. Las interacciones entre India y el sudeste asiático se caracterizaron por oleadas de influencia y dominio. En algunos puntos, la cultura india únicamente encontró su camino hacia la región, y en otros puntos la influencia se usó para hacerse cargo. La indianización y su influencia se vieron en casi todos los aspectos de la sociedad y la historia del sudeste asiático. Antes del surgimiento de la indianización, la influencia de la cultura india y la introducción del Islam, la historia del sudeste asiático y su gente no estaba documentada. El inicio de la indianización marcó el inicio de la organización cultural, el auge de los reinos monárquicos en el sudeste asiático.